# Джонсон, Брайан
Брайан Джонсон (англ. Brian Johnson, род. 5 октября 1947, Данстон в Тайн-энд-Уир (ныне в черте города Гейтсхед), Англия, Великобритания) — рок-музыкант, получивший ограниченную популярность в 1970-х годах как участник британского рок-квартета Geordie; наибольшую известность ему принесло участие в рок-группе «AC/DC», вокалистом которой он является с 1980 года и по сей день (с перерывом на 2016—2020 годы из-за серьёзных проблем со слухом).

## Биография
Брайан родился в семье военного, который в годы Второй Мировой воевал в Африке и Италии, и матери-итальянки.
Ребёнком Джонсон пел в церковном хоре, где отличался хорошими вокальными данными, некоторое время он даже выступал в популярном шоу.
В 15 лет Брайан ушёл из школы, чтобы стать токарем, через 2 месяца после поступления в колледж у него уже была своя успешная группа — The Gobi Desert Canoe Club. В 17 лет Брайана призвали в армию, он служил в Германии 2 года, после чего 3 месяца работал чертёжником.
В 1971 году Брайан с двумя приятелями создал группу «Buffalo», через год они приняли нового гитариста и переименовались в «USA». В мае 1972 группа заключила контракт с лондонским лейблом «Red Bus Records» и получила имя «Geordie». Несмотря на поддержку «Red Bus Records», музыканты не выбивались из нищеты. После переезда в Лондон дела группы пошли лучше, однако до своего распада в 1976 году «Geordie» так и не приобрели популярность. 

### AC/DC
В 1975 году Брайан записал сольный сингл «I Can’t Forget You Now/I Can’t Give It Up», который также не имел известности. Через 2 года после этого Джонсон сделал попытку создать «Geordie II»; в этот период он занимался ремонтом машин, примерно тогда же он услышал группу «AC/DC». Через некоторое время был в неё приглашён. В «AC/DC» Брайан попал случайно: после смерти Бона Скотта неизвестный фанат «AC/DC» сообщил о Брайане менеджеру группы Питеру Менчи. О своём зачислении Брайан узнал одним из последних — 1 апреля 1980 года, до этого он числился в составе «Geordie».
В марте 2016 года Брайану Джонсону врачи настоятельно рекомендовали приостановить концертные выступления, иначе ему грозит полная потеря слуха. В итоге, 20 апреля Брайан сделал официальное заявление об уходе из группы. В сентябре 2020 года Брайан Джонсон вернулся в AC/DC в качестве основного вокалиста, записав с ними альбом Power Up.
Отличительной чертой имиджа Джонсона является кепка-восьмиклинка, в которой его можно увидеть как на сцене, так и в повседневной жизни. Такую кепку принёс на один из концертов брат Брайана и предложил надеть, чтобы пот не заливал музыканту глаза и не мешал выступлению.
„Я её не надену, смотрится глупо, это ведь водительская кепка!“ Он сказал: „Надевай, по крайней мере будешь видеть, что делаешь!“ Так что я её надел и спустя 3 песни во втором сете смотрю на него и поднимаю большие пальцы вверх — „Это чудесно!“ Так он от меня назад эту кепку и не получил.Брайан Джонсон

## Дискография

### Geordie
- Hope You Like It (1973)
- Don’t Be Fooled by the Name (1974)
- Save the World (1976)
- No Good Woman (1978)

### AC/DC
- Back in Black (LP; 25 июля 1980)
- For Those About to Rock (We Salute You) (LP; ноябрь 1981)
- Flick of the Switch (LP; август 1983)
- Fly on the Wall (LP; июнь 1985)
- Blow Up Your Video (LP; январь 1988)
- The Razor’s Edge (LP; сентябрь 1990)
- Ballbreaker (LP; сентябрь 1995)
- Stiff Upper Lip (LP; февраль 2000)
- Black Ice (2008)
- Rock or Bust (2014)
- Power Up (13 ноября 2020)